# Frank Stäbler
Frank Stäbler (født 27. juni 1989) er en tysk bryder, der konkurrerer i græsk-romersk stil i 66-kilosklassen.
Han repræsenterede sit land ved sommer-OL 2012 i London, hvor han blev elimineret i omspillet.
Under sommer-OL 2020 i Tokyo, som blev afholdt i 2021, tog han bronze.